# Condado de Cole
El condado de Cole (en inglés: Cole County) es un condado en el estado estadounidense de Misuri. En el censo de 2010 el condado tenía una población de 75.990 habitantes. Forma parte del área metropolitana de Jefferson City. La sede de condado es Jefferson City. El condado fue fundado en 1820 y fue nombrado en honor al capitán Stephen Cole, un pionero de Virginia que se trasladó a Misuri en 1807.

## Geografía
Según la Oficina del Censo, el condado tiene un área total de 1.034 km² (399 sq mi), de la cual 1.014 km² (391 sq mi) es tierra y 20 km² (8 sq mi) (1,91%) es agua.

### Condados adyacentes
- Condado de Boone (norte)
- Condado de Callaway (noreste)
- Condado de Osage (sureste)
- Condado de Miller (suroeste)
- Condado de Moniteau (noroeste)

## Autopistas importantes
- U.S. Route 50
- U.S. Route 54
- U.S. Route 63
- Ruta Estatal de Misuri 179

## Demografía
En el  censo de 2000, hubo 71.397 personas, 27.040 hogares y 17.927 familias residiendo en el condado. La densidad poblacional era de 182 personas por milla cuadrada (70/km²). En el 2000 había 28.915 unidades habitacionales en una densidad de 74 por milla cuadrada (29/km²). La demografía del condado era de 87,06% blancos, 9,92% afroamericanos, 0,33% amerindios, 0,88% asiáticos, 0,04% isleños del Pacífico, 0,54% de otras razas y 1,23% de dos o más razas. 1,28% de la población era de origen hispano o latino de cualquier raza. 
La renta promedio para un hogar del condado era de $42.924 y el ingreso promedio para una familia era de $53.416. En 2000 los hombres tenían un ingreso medio de $33.769 versus $25.189 para las mujeres. La renta per cápita para el condado era de $20.739 y el 8,70% de la población estaba bajo el umbral de pobreza nacional.

## Ciudades y pueblos
| - Centertown - Elston - Eugene | - Jefferson City - Henley - Lohman | - Russellville - St. Martins - St. Thomas | - Taos - Wardsville |

### Municipios
- Municipio de Clark
- Municipio de Jefferson
- Municipio de Liberty
- Municipio de Marion
- Municipio de Moreau
- Municipio de Osage